# 阿里道子
阿里 道子（あり みちこ、1925年 - ）は、日本の女優、声優。実践女子専門学校卒業。

## 来歴・人物
東京都大田区千束出身。東工大の研究室に勤務していたが、1947年、劇団民藝の研究生となり、1948年に「たくみと恋」（民衆芸術劇場）のルイーゼ役で初舞台に上り注目を浴びたのち、東京放送劇団に移る。1949年にNHKラジオドラマの「えり子とともに」に主役のえり子役にオーディションで抜擢され、その甘い声で人気を博した。劇中歌として作られた「雪の降るまちを」を最初に歌ったのは、同番組に出演していた南美江と阿里道子である。
1952年「えり子とともに」の終了後も引き続いて、脚本家菊田一夫の脚本によるNHKラジオドラマ「君の名は」で、ヒロイン役の氏家真知子役をつとめ、多大な人気を獲得した。1955年に映画「ノンちゃん雲に乗る」でナレーターをしている。1956年には初演された「放浪記」に村野やす子役で出演したが、その後、エンジニアの夫とともに渡英したため、表舞台からは遠ざかっている、後に帰国。1958年の時点ではフリーランスで活動している。

## 主な作品

### ラジオドラマ
- 1949年 NHK連続放送劇 『えり子とともに』
- 1952年 NHK連続放送劇『君の名は』

### テレビドラマ
- 1952年 枯草物語（NHK）
- 1953年 並木（NHK）
- 1953年 二つのお月様（NHK）
- 1954年 小川よ何処へ行く（NHK）
- 1954年 風光る（NHK）
- 1955年 稲と鏡（NHK）
- 1955年 埴輪の女（NHK）
- 1960年 警視総監の笑い（フジテレビ）
- 1960年 天使の部屋（NHK）
- 1960年 日立カラー劇場 タッちん君の冒険（日本テレビ）

### 映画
- 1954年 かっぱ川太郎ナレーション
- 1955年 ノンちゃん雲に乗るナレーション

### 舞台
- 1956年 放浪記